# Музей живописи
Музей азербайджанской живописи XX—XXI веков (азерб. XX—XXI Əsrlər Azərbaycan Rəngkarlığı Muzeyi) или Музей живописи (азерб. Rəngkarlıq Muzeyi) — художественный музей, расположенный в Баку, Азербайджан.

## История
Музей живописи организован Фондом Гейдара Алиева и был открыт в июне 2015 года. В открытии музея приняли участие Президент Азербайджана Ильхам Алиев и первая леди Мехрибан Алиева. В начале 2018 года музей был передан организации Пространство современного искусства YARAT.

## Выставки и экспонаты
В музее представлены работы как известных, так и относительно малоизвестных художников. Здесь также выставлены некоторые работы из собрания национальных музеев и галерей, таких как Азербайджанская государственная художественная галерея и Музей современного искусства.
Музей азербайджанской живописи тесно сотрудничает с образовательными учреждениями и организовывает общественно-просветительскую программу. Сотрудники музея знакомят школьников и студентов с экспозициями посредством интерактивных экскурсий, учат их понимать и интерпретировать искусство.
В музее выставлены картины известных азербайджанских художников, таких как Саттар Бахлулзаде, Микаил Абдуллаев, Расим Бабаев, , Геннадий Брижатюк, Надир Абдурахманов, Камал Ахмед, Джавад Мирджавадов, Бёюкага Мирзазаде, Мурад Ашраф, Тогрул Нариманбеков, Надир Гасымов, Эльдар Гурбан, Марал Рахманзаде, Алтай Садыхзаде, Октай Садыхзаде, Таир Салахов, Халида Сафарова, Махмуд Тагиев, Азиз Тагиев, Фархад Халилов, Юнус Гаюр и др.

### Выставки
В музее организуются выставки, посвященные различным темам.
Выставка "Труд, отдых и мечты: 1960—1980-е глазами азербайджанских мастеров" собрала вместе работы корифеев азербайджанской живописи, чье творчество определило ключевой период в изобразительном искусстве Азербайджана советской эпохи.
На выставке "Говорит Баку: 1900—1940-е годы" были представлены произведения живописи и графики, созданные в начале XX века, а также образцы литературы, архивной хроники и документов, запечатлевшие дух того времени.